# 平家平 (高知県・愛媛県)
平家平（へいけだいら）は、愛媛県新居浜市と高知県吾川郡いの町と土佐郡大川村にまたがる山。標高1,692.6m。石鎚山脈の核心から東へ離れた静寂峰である。
壇ノ浦の戦いで敗れた平家一行が祖谷から横倉山へ落ちのびる途中に滞在したといわれることが山名の由来である。全国には平家平という同じ名前は徳島県にもう一座（剣山の東方で、那賀郡那賀町にある1603.3mの山）ある。名前の通りなだらかな山容で際立った頂きはなく悠然と伏した形である。

## 登山
平家平への登山道は複数ある（別子山からは2つのルートがある）。
新居浜市街から大永山トンネルを越えて別子山地区へ向かう途中の住友林業フォレスターハウスから登るのが一般的であるが、国道194号線の新寒風山トンネルを南に抜け本山トンネルの北側の足谷川をさかのぼる林道からの尾根筋を直登するコースが距離が短い。
なお、なすび平経由冠山ルートは登山道崩落のため通行止めになっている。

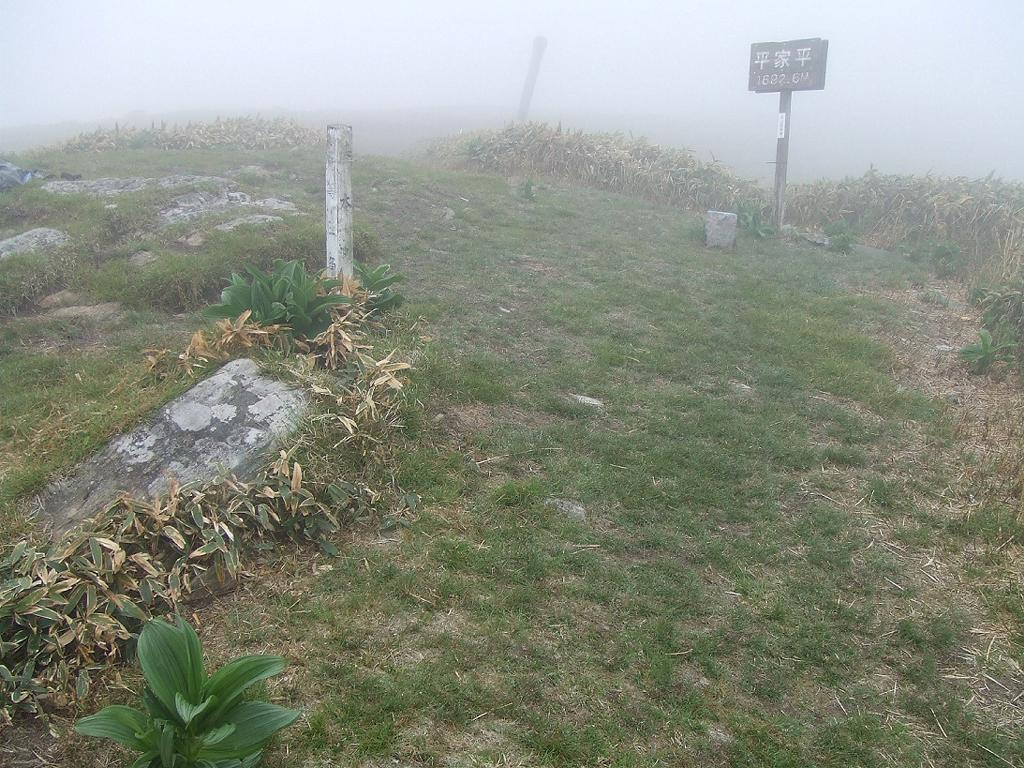
頂上